# Сартынья (река)
Сартынья (устар. Сартынь-Я) — река в России, протекает в Ханты-Мансийском автономном округе. Устье реки находится в 259 км по левому берегу реки Северная Сосьва. Длина реки — 52 км, площадь её водосборного бассейна — 634 км².

## Притоки
- 9 км: Манья
- 15 км: Хура
- 21 км: Щаркъя
- 23 км: Халинья
- 25 км: Келынгъя

## Данные водного реестра
По данным государственного водного реестра России относится к Нижнеобскому бассейновому округу, водохозяйственный участок реки — Северная Сосьва, речной подбассейн реки — Северная Сосьва. Речной бассейн реки — (Нижняя) Обь от впадения Иртыша.
Код объекта в государственном водном реестре — 15020200112115300027759.